# Indopiptadenia oudhensis
Indopiptadenia oudhensis là một loài thực vật có hoa trong họ Đậu. Loài này được (Brandis) Brenan miêu tả khoa học đầu tiên.